# Willy Angerer

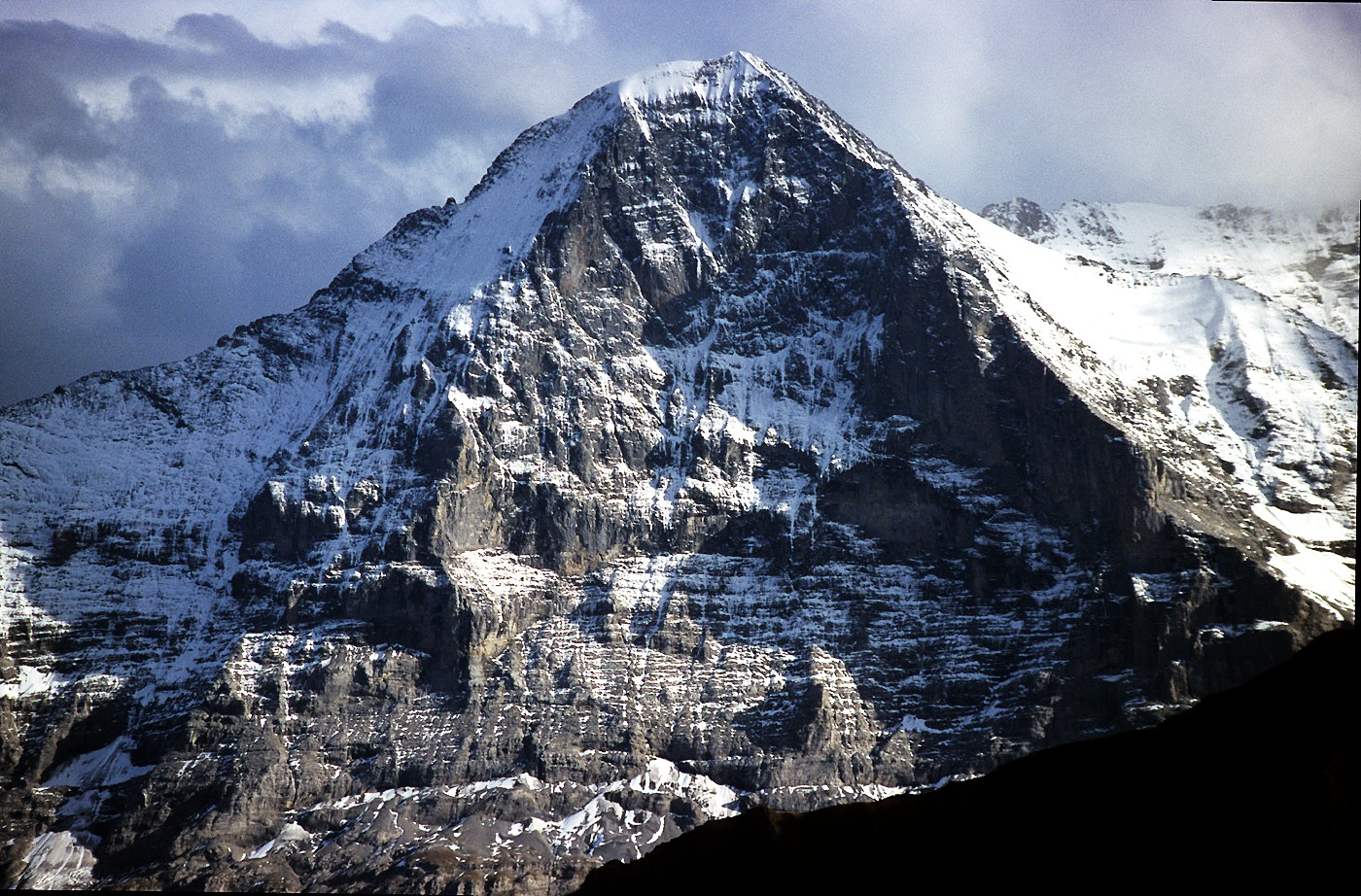
Eiger-Nordwand

Willy Angerer var en österrikisk bergsklättrare, som dog 21 juli 1936 på Eiger i Schweiz.
Angerer är förmodligen mest känd för att tillsammans med Toni Kurz, Andreas Hinterstoißer och Eduard Rainer varit de tredje, fjärde, femte och sjätte att försöka bestiga Eiger-Nordwand, berget Eigers nordsida. Klättringen gick till en början bra, men de var tvungna att dra till reträtt och efter en lavin föll Angerer, Hinterstoißer och Rainer av berget, men de dog troligtvis redan av lavinen. Kurz avled ett dygn senare, hängande i sin sele några meter över en tunnelöppning i berget där ett räddningsteam förgäves försökte bistå honom.
Angerer tros ha skadat sig under klättringen, och tros ha varit en del av anledningen till gruppens reträtt.

## Film
I filmen The Beckoning Silence, från 2007, som handlar om klättringen spelas Angerer av Dres Abegglen. I en liknande film, Nordwand, som också handlar om den ödesdigra klättringen spelas Angerer av den österrikiske skådespelaren Simon Schwarz.